# Nefediwci
Nefediwci (ukr. Нефедівці, ros. Нефёдовцы) – wieś na Ukrainie, w obwodzie chmielnickim, w rejonie kamienieckim.
W czasach Rzeczypospolitej wieś leżała w województwie podolskim. Odpadła od Polski w wyniku II rozbioru.
Wieś należała do klucza studenickiego, najpierw Kalinowskich (Niesiecki), następnie Potockich, Hieronima Sadowskiego, starosty rzeczyckiego i Moszyńskich. Józefa Moszyńska wniosła Nefedowce w dom Szembeków, od których pod koniec XIX wieku nabył je genera Lüders. Jego córka odsprzedała je Haraszczanieckiemu.